# Drentse 8 van Dwingeloo 2012
La 6e édition du Drentse 8 van Dwingeloo  a lieu le 8 mars 2012. La course fait partie du calendrier international féminin UCI 2012 en catégorie 1.1. Elle est remportée par l'Australienne Chloe Hosking.

## Classements

### Classement final
| \| Classement général \| Classement général \| Classement général \| Classement général \| Classement général \| \| Coureur \| Coureur \| Pays \| Équipe \| Temps \| \| ------------------ \| ------------------ \| ------------------ \| --------------------------- \| ------------------ \| \| 1re \| Chloe Hosking \| Australie \| Specialized-Lululemon \| 3 h 41 min 15 s \| \| 2e \| Giorgia Bronzini \| Italie \| Diadora-Pasta Zara \| + 0 s \| \| 3e \| Marianne Vos \| Pays-Bas \| Stichting Rabo Women \| + 0 s \| \| 4e \| Monia Baccaille \| Italie \| MCipollini-Giambenini-Gauss \| + 0 s \| \| 5e \| Emma Johansson \| Suède \| Hitec Products-Mistral Home \| + 0 s \| \| 6e \| Pascale Jeuland \| France \| Vienne Futuroscope \| + 0 s \| \| 7e \| Belinda Goss \| Australie \| Abus Nutrixxion \| + 0 s \| \| 8e \| Giada Borgato \| Italie \| Diadora-Pasta Zara \| + 0 s \| \| 9e \| Sarah Düster \| Allemagne \| Stichting Rabo Women \| + 0 s \| \| 10e \| Megan Guarnier \| États-Unis \| Tibco-To the Top \| + 0 s \| |                  |            |                             |                 |
| |                  |            |                             |                 |
| Source : Cycling Quotient |                  |            |                             |                 |
| Classement général |                  |            |                             |                 |
| Coureur | Coureur          | Pays       | Équipe                      | Temps           |
| 1re | Chloe Hosking    | Australie  | Specialized-Lululemon       | 3 h 41 min 15 s |
| 2e | Giorgia Bronzini | Italie     | Diadora-Pasta Zara          | + 0 s           |
| 3e | Marianne Vos     | Pays-Bas   | Stichting Rabo Women        | + 0 s           |
| 4e | Monia Baccaille  | Italie     | MCipollini-Giambenini-Gauss | + 0 s           |
| 5e | Emma Johansson   | Suède      | Hitec Products-Mistral Home | + 0 s           |
| 6e | Pascale Jeuland  | France     | Vienne Futuroscope          | + 0 s           |
| 7e | Belinda Goss     | Australie  | Abus Nutrixxion             | + 0 s           |
| 8e | Giada Borgato    | Italie     | Diadora-Pasta Zara          | + 0 s           |
| 9e | Sarah Düster     | Allemagne  | Stichting Rabo Women        | + 0 s           |
| 10e | Megan Guarnier   | États-Unis | Tibco-To the Top            | + 0 s           |

### Points UCI
| Position           | 1er | 2e | 3e | 4e | 5e | 6e | 7e | 8e | 9e | 10e | 11e | 12e |
| Classement général | 80  | 56 | 32 | 24 | 20 | 16 | 12 | 8  | 7  | 6   | 5   | 3   |